# ヴォルフスアンゲル

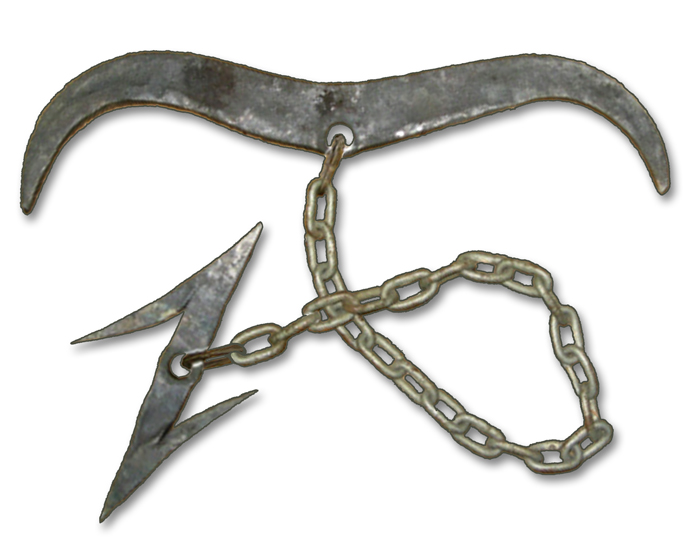
魚の釣りのように返しがついた罠道具ヴォルフスアンゲル。返しのついた部分に餌を付けて、オオカミがジャンプしないと食べられない高さに設置して、食べたオオカミが吊り下げられるようにした罠である。

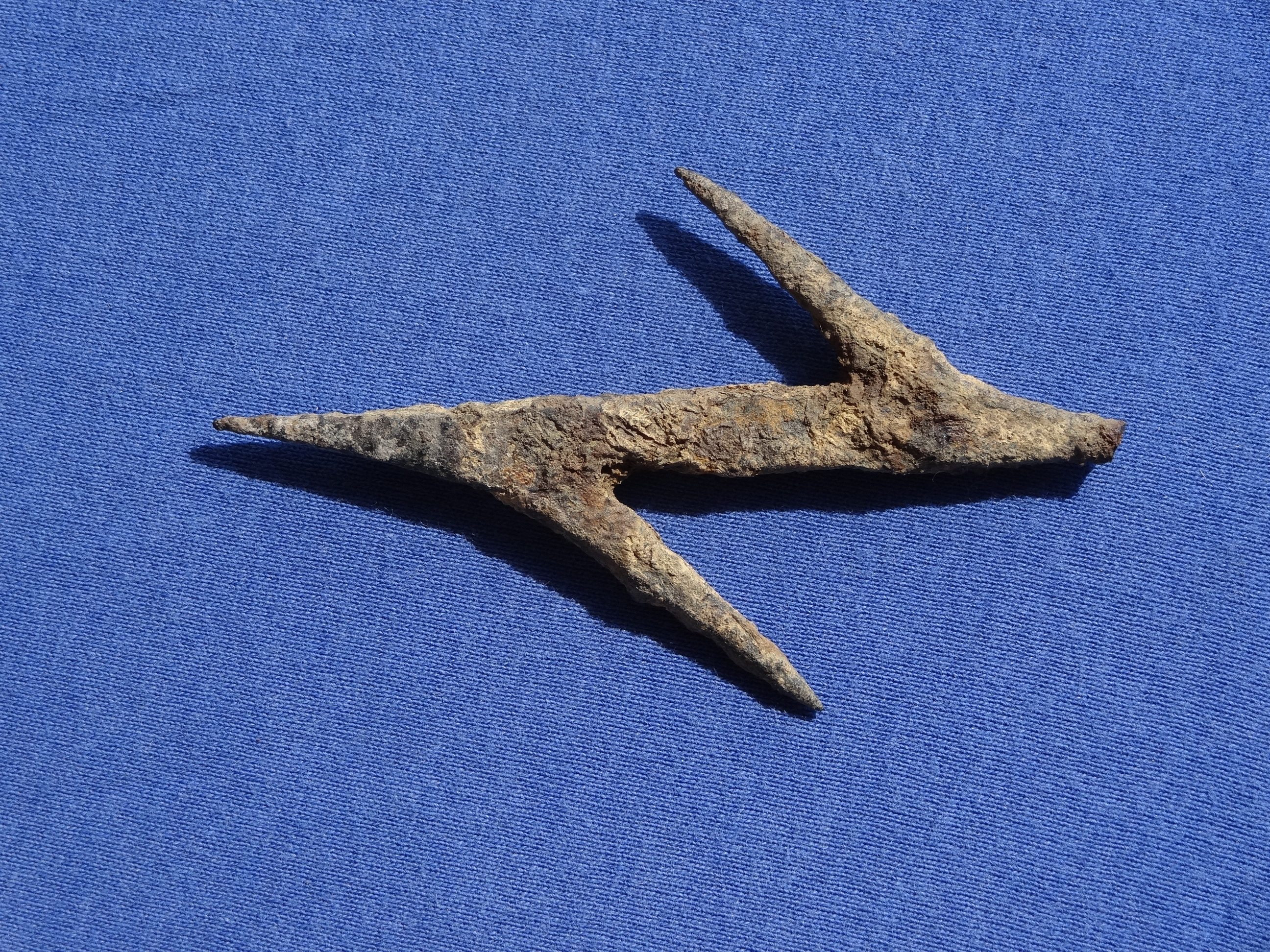
ヘッセンのリヒ近くのカロリング朝遺跡で2014年に発見された、8世紀のオオカミ狩りの罠。

ヴォルフスアンゲル（Wolfsangel、ドイツ語発音: [ˈvɔlfsˌʔaŋəl]）は、ドイツで使われていた狩猟道具、それをもとにした紋章。
2つの金属部品と鎖で構成される。片側に餌を付けてオオカミが飛びつかないと食べられない高さに設置するオオカミ狩り用の罠である。初期には魔法の力が宿っていると信じられていたが、15世紀にドイツの王子とその傭兵の抑圧に対する農民反乱の紋章として採用された後、自由と独立の象徴になった。
近代には、ナチ党の最初のシンボルとなり、第二次世界大戦中、紋章とその要素は第2SS装甲師団や第34SS義勇擲弾兵師団など、様々なナチス・ドイツの部隊によって記章として使用された。

## 紋章の例

カッツヴァイラー（ドイツ語版）の紋章
リュッセルスハイム・アム・マイン
イダー＝オーバーシュタイン
エストリヒ＝ヴィンケル
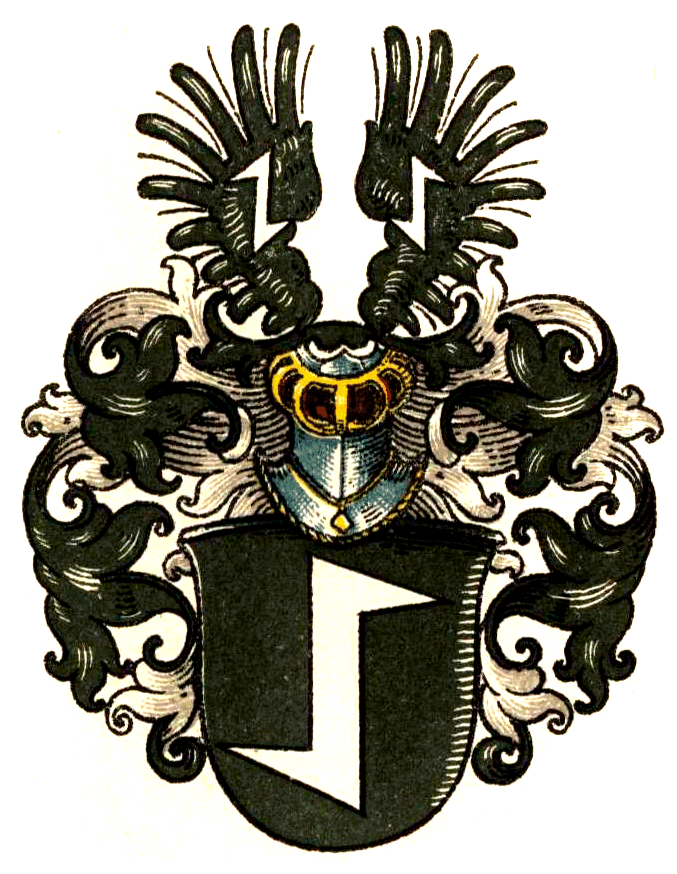
フォン・ビーデンフェルト家の紋章

## ナチスのシンボルとして
ナチス・ドイツでは、ヴォルフスアンゲルは次の組織によって使用された。
- 第2SS装甲師団
- 第4SS警察装甲擲弾兵師団
- 第34SS義勇擲弾兵師団
- 装甲擲弾兵師団「フェルトヘルンハレ」
- 国家社会主義公共福祉
- オランダ国家社会主義運動
- ヴェアヴォルフ

## 第二次世界大戦後

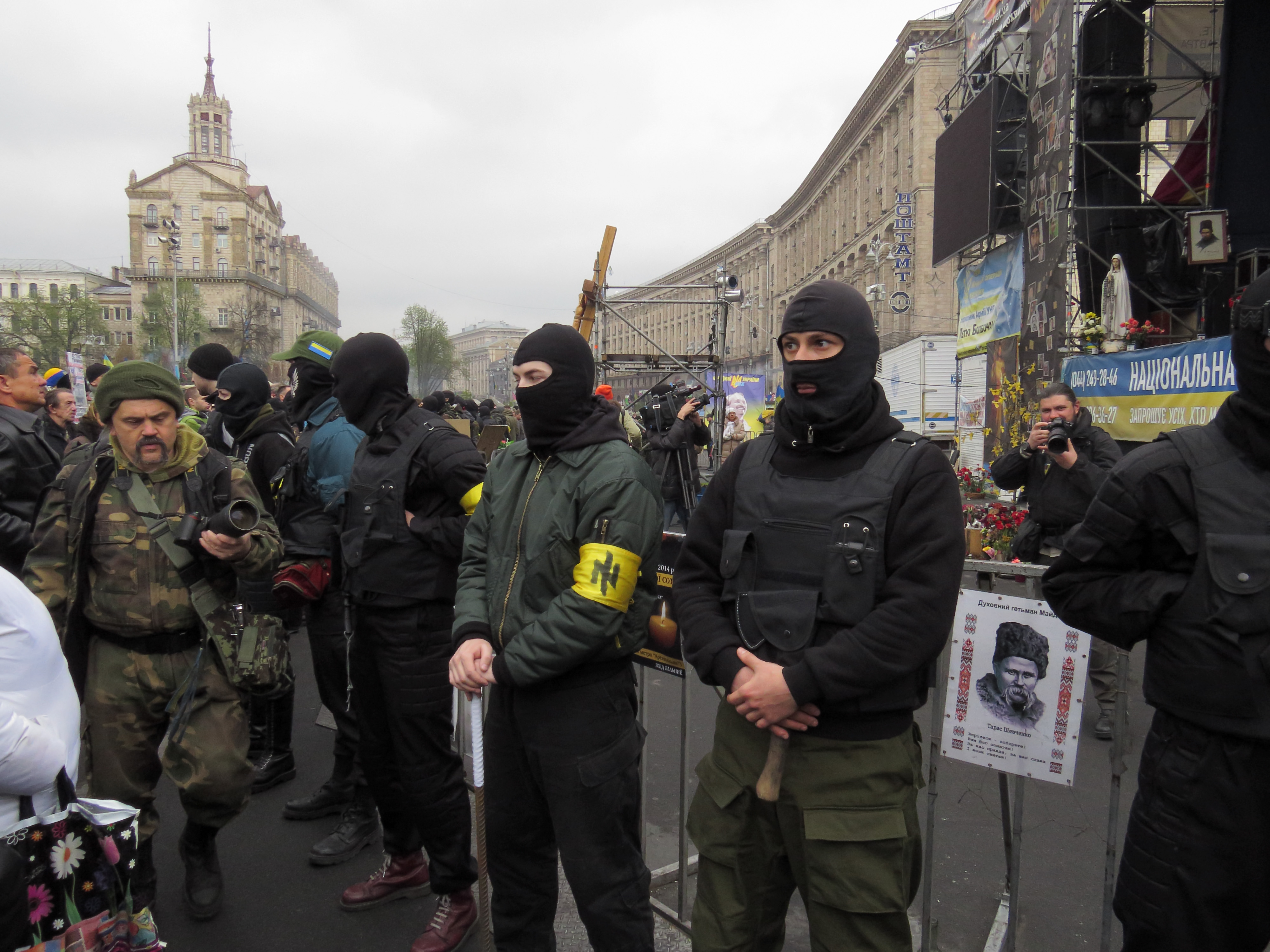
右派セクターイベントの警備をしている、ウクライナの愛国者のメンバー。2014年、キエフ

ウクライナ社会民族党のエンブレム

同様の紋章がウクライナ社会民族党、社会民族会議とアゾフ大隊によって使用された。グループのメンバーは、この紋章は「Ідея Нації」（ウクライナ語で「国民思想」の略）というスローガンを表しており、ナチズムとの繋がりはないと主張している。
2020年には、Z世代のTikTokユーザーが腕に「ジェネレーションƵ」のシンボルを付け「私たちの世代の団結のシンボルとしてだけでなく、反逆のサインとしても」使うという短いトレンドがあった。トレンドの創始者は、シンボルとヴォルフスアンゲルが似ていることに気付き、後にそれを撤回した。